# Paltruc

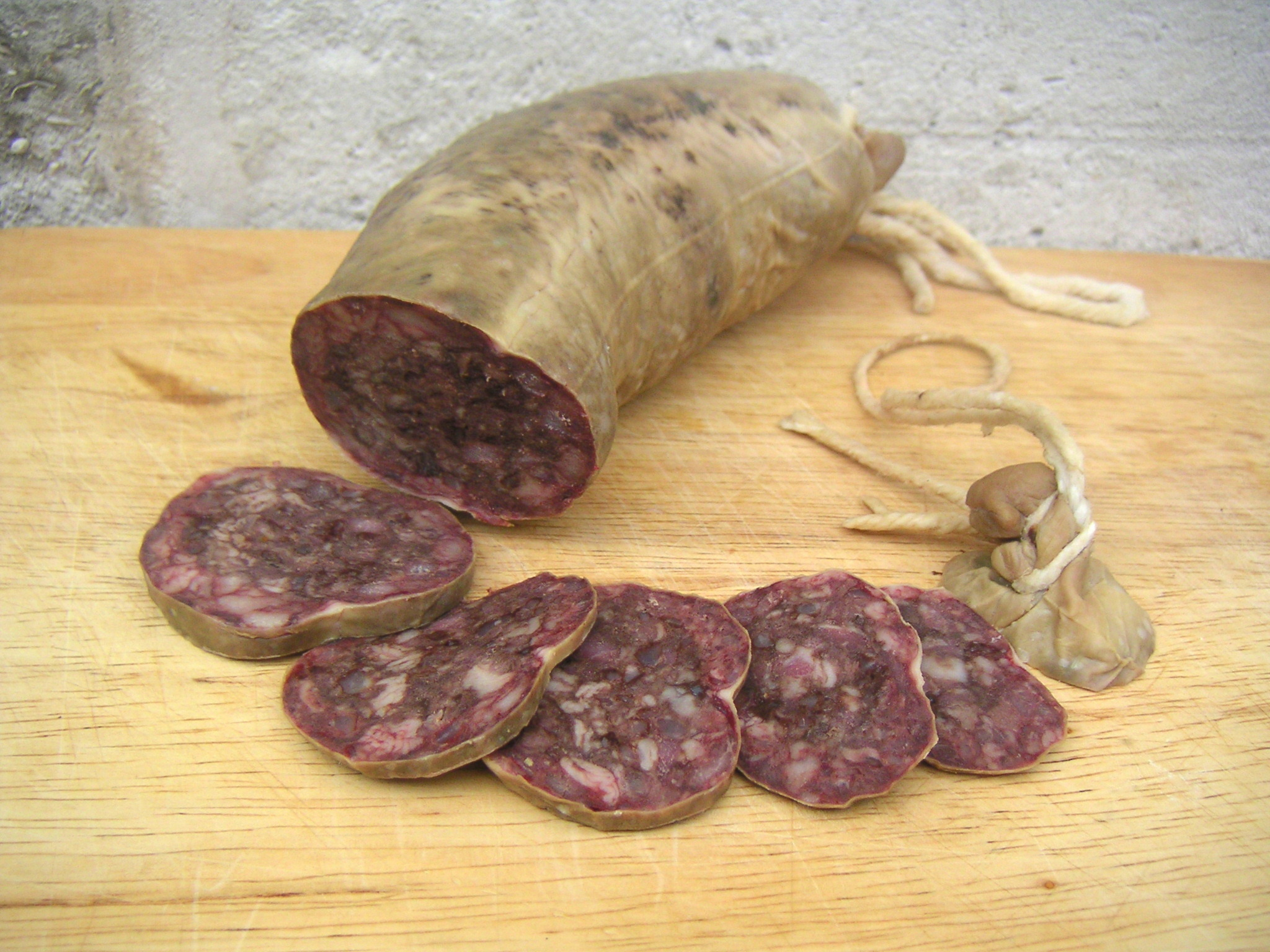
Paltruc negro.

Un paltruc o bull es la butifarra más gruesa. Es un embutido hecho a partir de la vejiga o del intestino grueso del cerdo relleno de carne picada y grasa adobadas. En la mayoría de los pueblos catalanes se le llama bull, en Gerona también paltruc.

## Variantes
Según el tipo de carne, hay de distintos tipos:
- Paltruc negro o de sangre, también llamado bisbe negre (obispo negro), bisbot negre, butifarra de barrilla o denegal negre o de sangre: Es el bull en el que la sangre y carne del cerdo cocidas, adquieren un color negro.
- Paltruc blanco (también llamado bisbe blanc, bull blanc o bisbot): A diferencia del anterior el relleno se hace sin sangre. A veces se acompaña con hígado o lengua, pasándose a llamar de hígado o de lengua.
- Paltruc de huevo: Es la variante en la que el relleno es una mezcla de carne magra hervida, grasa y huevo.